# Turf (brandstof)

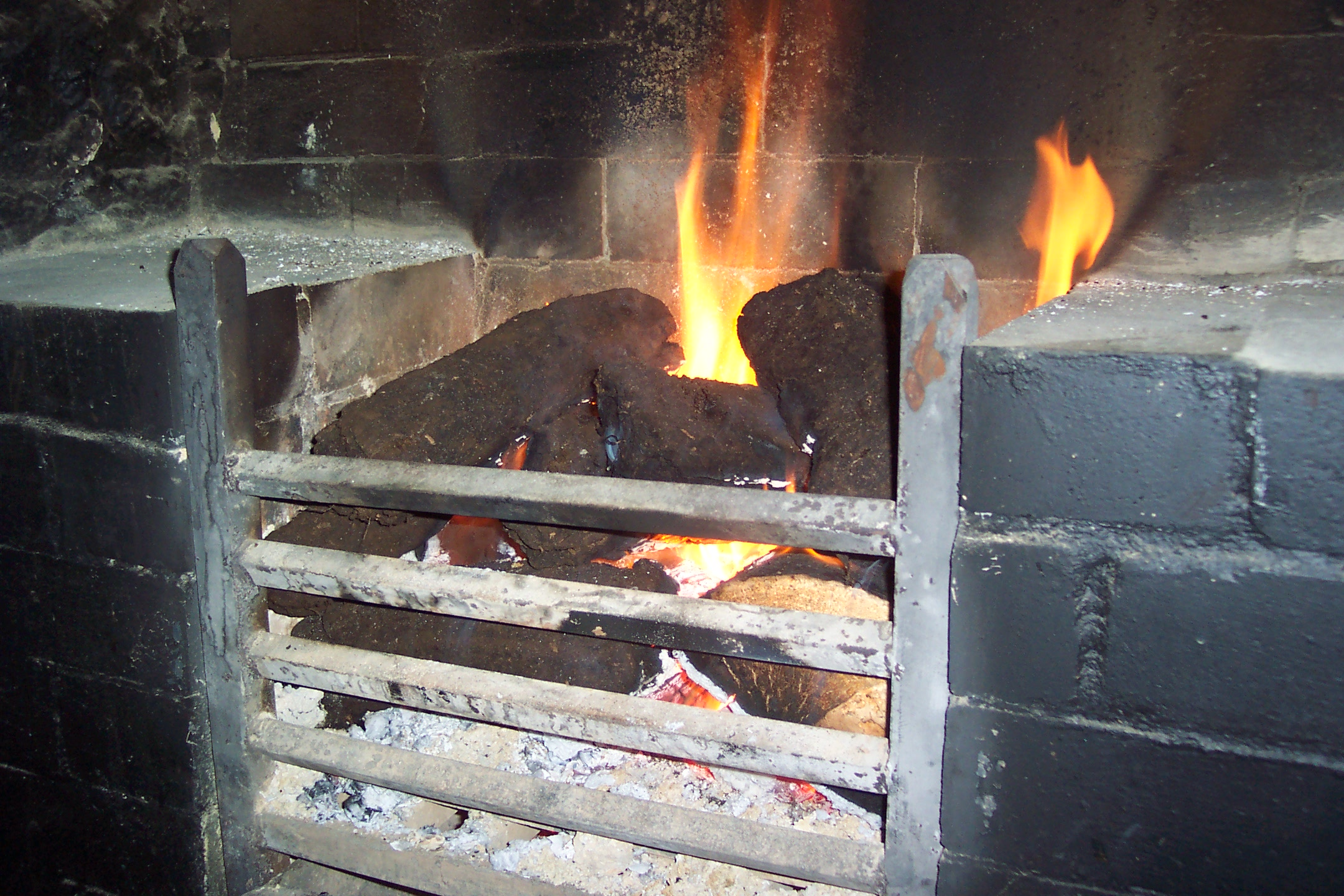
Turfvuur

Turf is gedroogd veen dat als brandstof kan worden gebruikt.
Het gebruik van veen als brandstof is erg oud. De Romein Plinius de Oudere beschreef in Naturalis historia dat de Chauken van modder ballen draaiden en die als brandstof gebruikten. Met name toen in de middeleeuwen in Noordwest-Europa de stedelijke bevolking alsmaar bleef groeien en hout steeds schaarser werd, kwam turf op grote schaal als brandstof in gebruik. Niet alleen voor huisgebruik, maar ook door de ambachtslieden en bij industriële activiteiten. In de moerassige veengebieden hadden afgestorven planten na honderden jaren een metersdikke veenlaag gevormd die men kon wegsteken of kon opbaggeren en vervolgens te drogen te leggen op legakkers. De turf werd daarna met platbodemschepen, deels langs speciaal aangelegde wijken, naar de gebruikers gevaren. Turf afkomstig uit hoogveen was in het algemeen van betere kwaliteit dan turf uit laagveen.

## Turfwinning

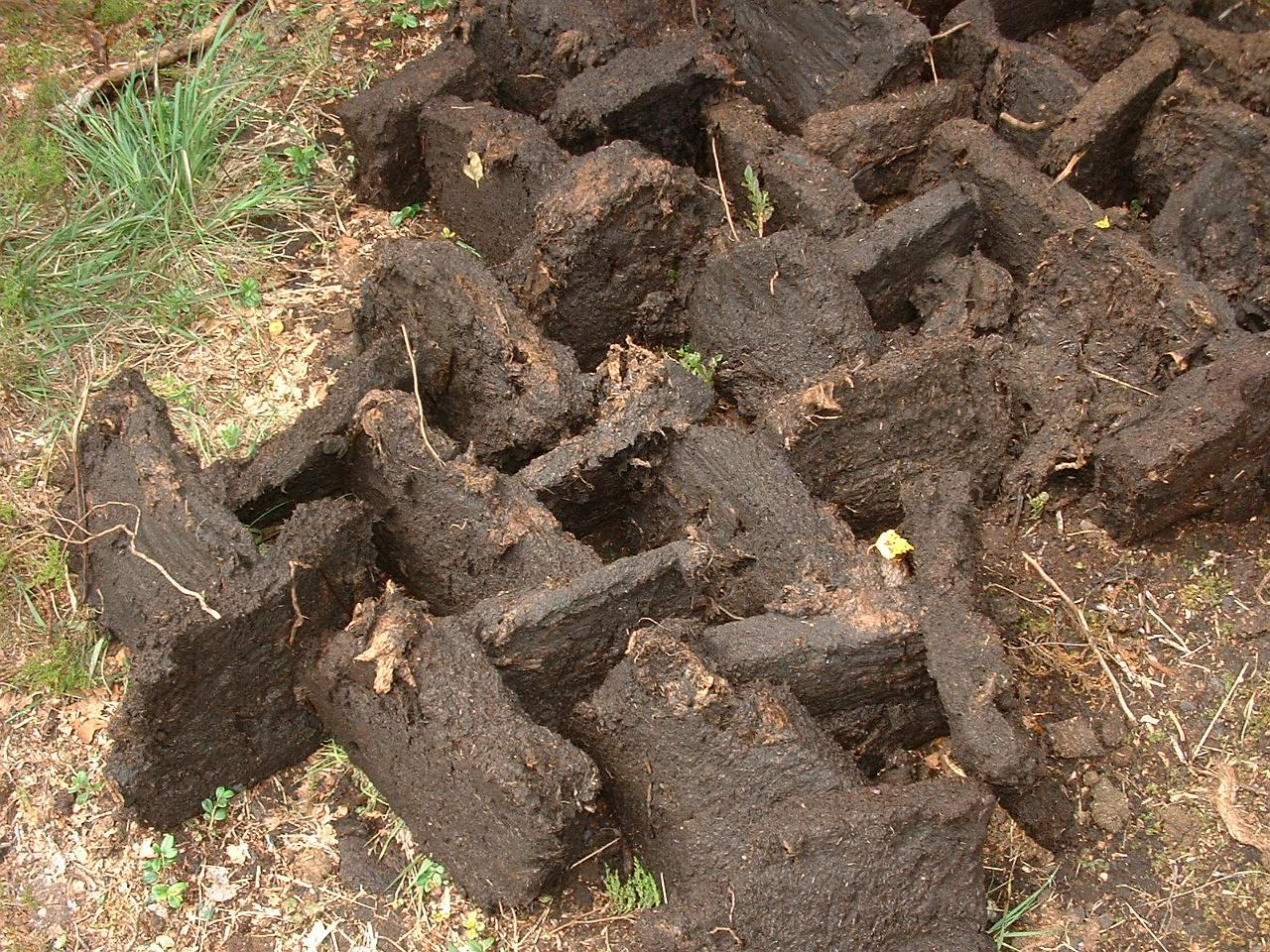
Natte turven

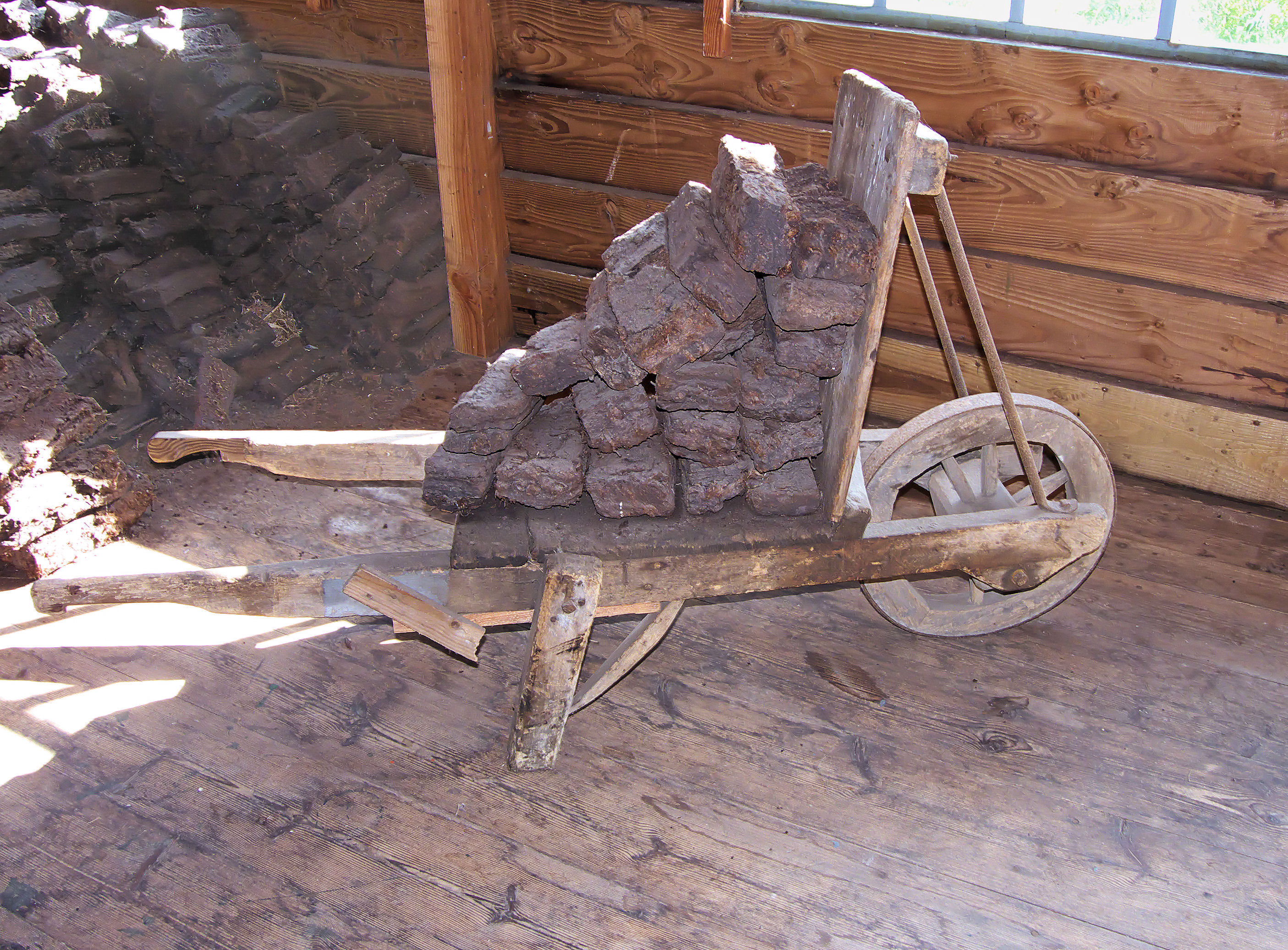
Kruiwagen met gedroogde turven

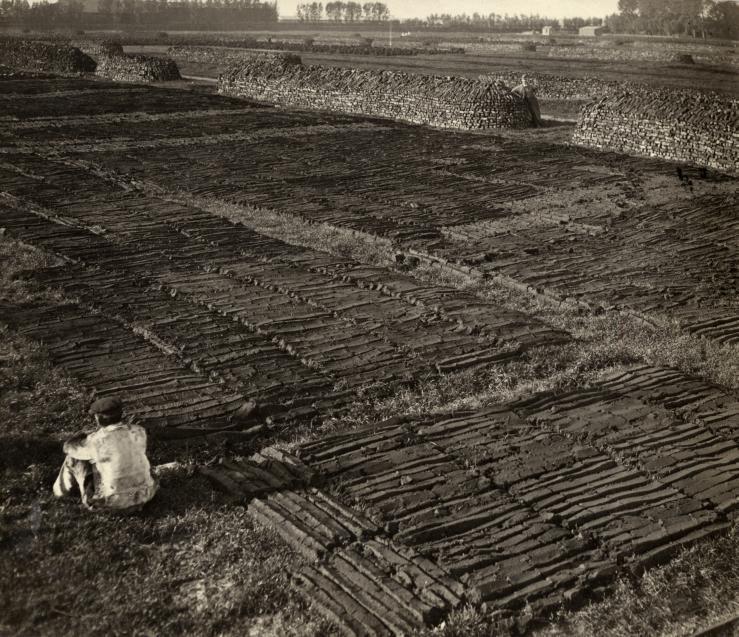
Turfwinning nabij Rotterdam wegens de oorlogsomstandigheden, 1918

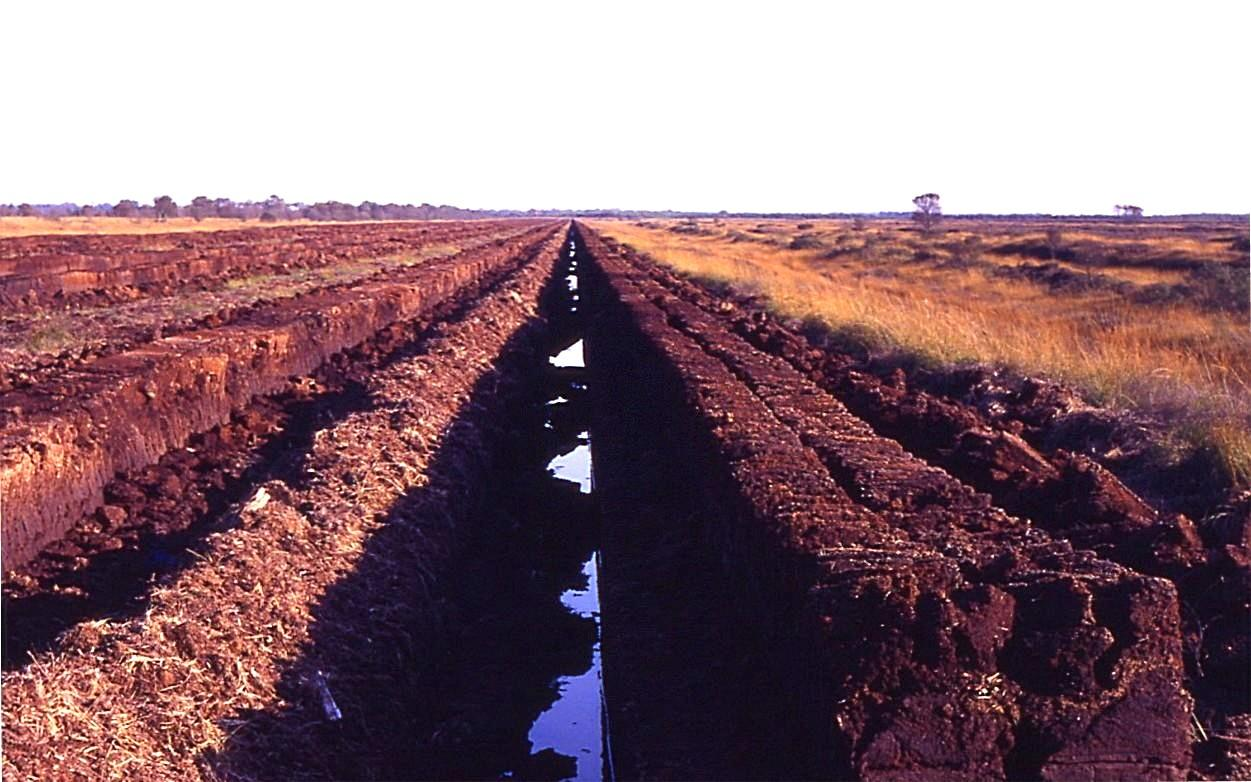
Legakker

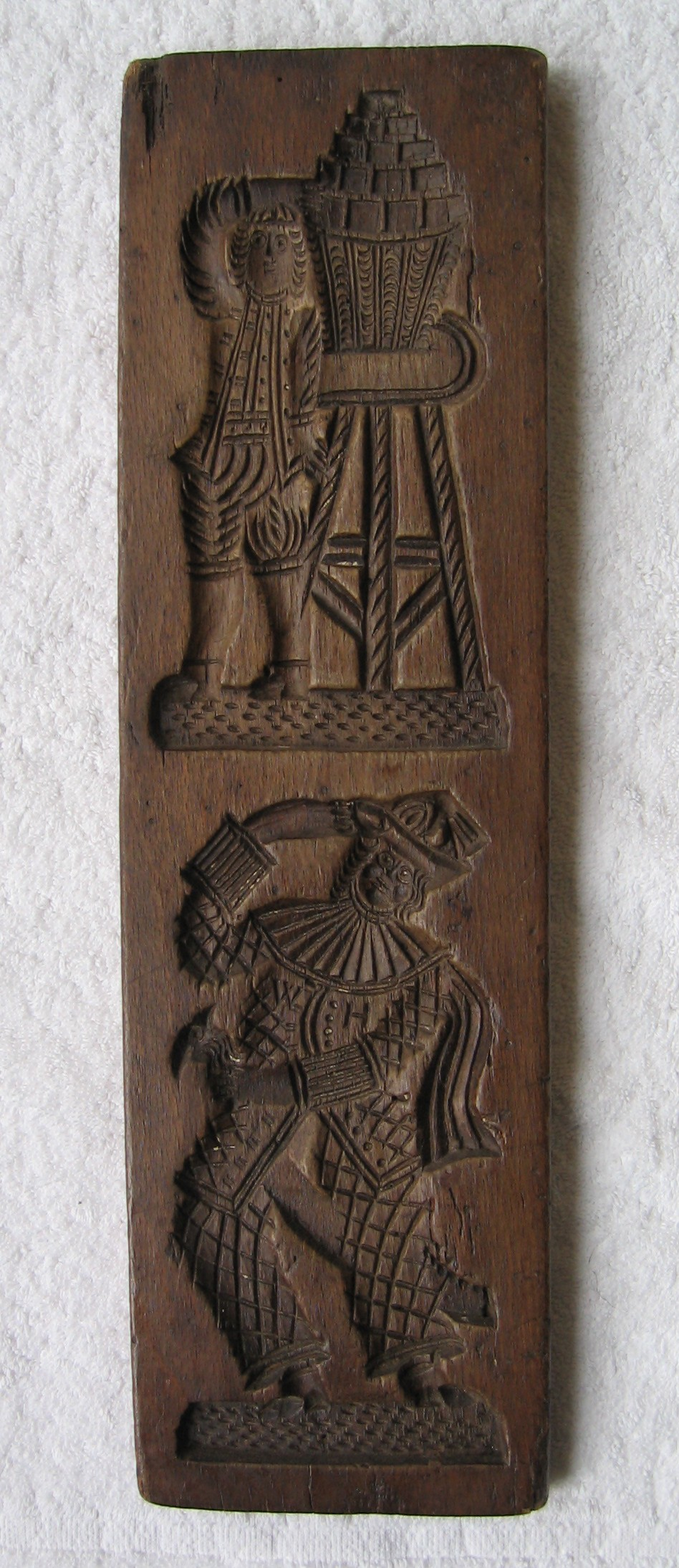
Koekplank, met een op de schouder te dragen mand met turven, en daaronder een hofnar

### Noordwest- en West-Nederland
In Holland, Vlaanderen en sommige andere delen van Europa was turf tot de komst van de steenkool in de 19e eeuw de belangrijkste brandstof. Omdat de groeiende steden grote behoefte hadden aan deze brandstof werd het veen in West-Nederland op grote schaal van onder de waterspiegel weggebaggerd. Op deze manier zijn veel grote plassen ontstaan, bijvoorbeeld de Nieuwkoopse plassen en de Vinkeveense Plassen. Het Haarlemmermeer kon mede door de turfwinning aan de oevers uitgroeien tot het grootste meer in Holland. Vele plassen zijn later ingepolderd om het verlies aan land binnen de perken te houden. Andere plassen uit die tijd zijn echter nog aanwezig en zijn nu recreatiegebied of natuurreservaat.

### Zuidwest-Nederland
In Zuidwest-Nederland vond vanaf de middeleeuwen winning van het veen plaats. In Zeeland gebeurde dit onder meer in de vorm van moernering, waarbij zoutwinning het hoofddoel was. In het zuiden van Zeeuws-Vlaanderen en aangrenzend Oost-Vlaanderen en West-Vlaanderen werd veen gewonnen voor brandstof. Het betrof hier laagveen of verdronken hoogveen.
Het westen van het latere Noord-Brabant was in de dertiende eeuw een van de eerste gebieden in Noord-West-Europa waar op grote schaal en met bedrijfsmatige aanpak turf werd gewonnen, onder meer ten behoeve van de steden als Antwerpen, Gent en Brugge. Later kwamen daar de steden in Holland en Breda bij. Aanleiding was het toenemende tekort aan brandhout en de groei van Vlaamse steden. Grondbezitters zoals de Hertog van Brabant, Heren van Breda, Heren van Bergen op Zoom en de Abdij van Tongerlo verpachtten of verkochten grond ter vervening.

### Noordoost-Nederland
In Noordoost-Nederland en het aangrenzende Duitse gebied lag een uitgestrekt moerasgebied, het Bourtangermoeras. Door het vanaf 1600 vanuit de stad Groningen stichten van de zogenoemde Groninger Veenkoloniën, werd het gebied stap voor stap ontdaan van de veenlaag. De gewonnen turf werd voor een groot gedeelte naar Holland verscheept. Het gebied maakte men na de vervening geschikt voor de akkerbouw.
Dit proces is in het Drentse deel van het hoogveengebied doorgegaan tot ongeveer 1980, toen ten oosten van Emmen de laatste commerciële vervening gesloten werd. Turf als brandstof was al eerder verdrongen door andere fossiele energiebronnen als olie en gas. De veenwinning was na 1950 nog wel van belang voor de productie van potgrond en actieve kool. Nog steeds wordt hiervoor turf als grondstof gebruikt, alleen wordt het nu elders in Europa gewonnen. Duitsland en in toenemende mate de Baltische staten, zijn de belangrijkste leveranciers.
In Barger-Compascuum wordt in het Veenpark de geschiedenis van de turfwinning in Zuidoost-Drenthe nog levend gehouden, inclusief het smalspoor waarmee het turf vervoerd werd.

### Zuidoost-Nederland
In Zuidoost-Nederland lag het belangrijkste veengebied in de Peel, op de grens van Noord-Brabant en Limburg. In dit gebied vond zogenoemde klotwinning vanuit boerenkuilen plaats vanaf de middeleeuwen. Deze vervening leverde brandstof voor eigen gebruik, maar een deel werd ook voor de markt geproduceerd. Grootschalige turfwinning vond plaats vanaf 1853 door de Maatschappij Helenaveen. De vervening ging door tot 1984, toen de laatste activiteiten in de Deurnese Peel werden gestaakt.
Heerlijkheid Venloon, nu beter bekend als Loon op Zand, Kaatsheuvel en De Moer zorgde voor de turfbevoorrading van Brabantse Hertogdom, waaronder 's-Hertogenbosch,
De landsheer en turfbaron Paulus van Haestrecht liet een turfvaart aanleggen, die een groot deel van De Langstraat in beslag nam.
Andere veengebieden in het zuiden lagen in West-Brabant (Dongen, Zundert, Reusel) en in de langgerekte streek achter de Maasduinen, aan de huidige rijksgrens met Duitsland.

### België
In het aan de kust grenzende gedeelte van West-Vlaanderen en in het noorden van Oost-Vlaanderen bestonden afzettingen van vooral verdronken hoogveen of moer die vanaf de middeleeuwen zijn gewonnen, waarvan vele plaats- en veldnamen getuigen: Moerkerke, Moerbeke, Moerbrugge, de Meetkerkse Moeren enzovoort. Het Donkmeer in Berlare is het resultaat van het graven naar turf. Ook in Denderhoutem was een grote turfwinning. De bijnaam van de inwoners was dan ook "turfboeren". In het noorden van de provincie Limburg is er nog turf gestoken tot in de jaren 1930 in onder meer in Beek (Bree) en Kerkhoven (Eksel). Turf werd er ook opgedolven in Molenbeersel en Holven in Overpelt. In de provincie Luik is in de Hoge Venen eveneens veen te vinden. De veenlaag is hier echter betrekkelijk dun en tot grootschalige ontginning is het niet gekomen.

## Eigenschappen
Turf slaat CO2 op efficiënte wijze op, waardoor afgraven van turfgronden wordt ontraden. Omgekeerd, wanneer turf wordt verbrand, komt er een grote hoeveelheid CO2 vrij.
|                            | gedroogd | geperst |
| -------------------------- | -------- | ------- |
| massadichtheid (kg/m3)     | 160-200  | 200-400 |
| verbrandingswarmte (MJ/kg) | 11-14    | 15-17   |

Met deze lage verbrandingswaarde is turf een van de warmtebronnen waarbij de minste warmte per volume wordt gecreëerd (zie vergelijkende tabel). Vandaar dat turf, behalve bij zeer lokale winning, nog amper als warmtebron gebruikt wordt.